# Julius von Bohlen
Julius von Bohlen (* 29. Oktober 1820; † 24. Dezember 1882; vollständiger Name Julius Freiherr von Bohlen-Bohlendorf) war ein deutscher Gutsbesitzer und Geschichtsforscher.

## Herkunft
Julius von Bohlen gehörte zum Adelsgeschlecht derer von Bohlen, einer der ältesten grundbesitzenden Familien auf Rügen. Sein Vater war Wilhelm Leopold Freiherr von Bohlen (* 25. August 1793), seine Mutter Charlotte, eine geborene von Ferber (* 1. Juli 1797; † 2. April 1856) aus dem Haus Turow.

## Leben

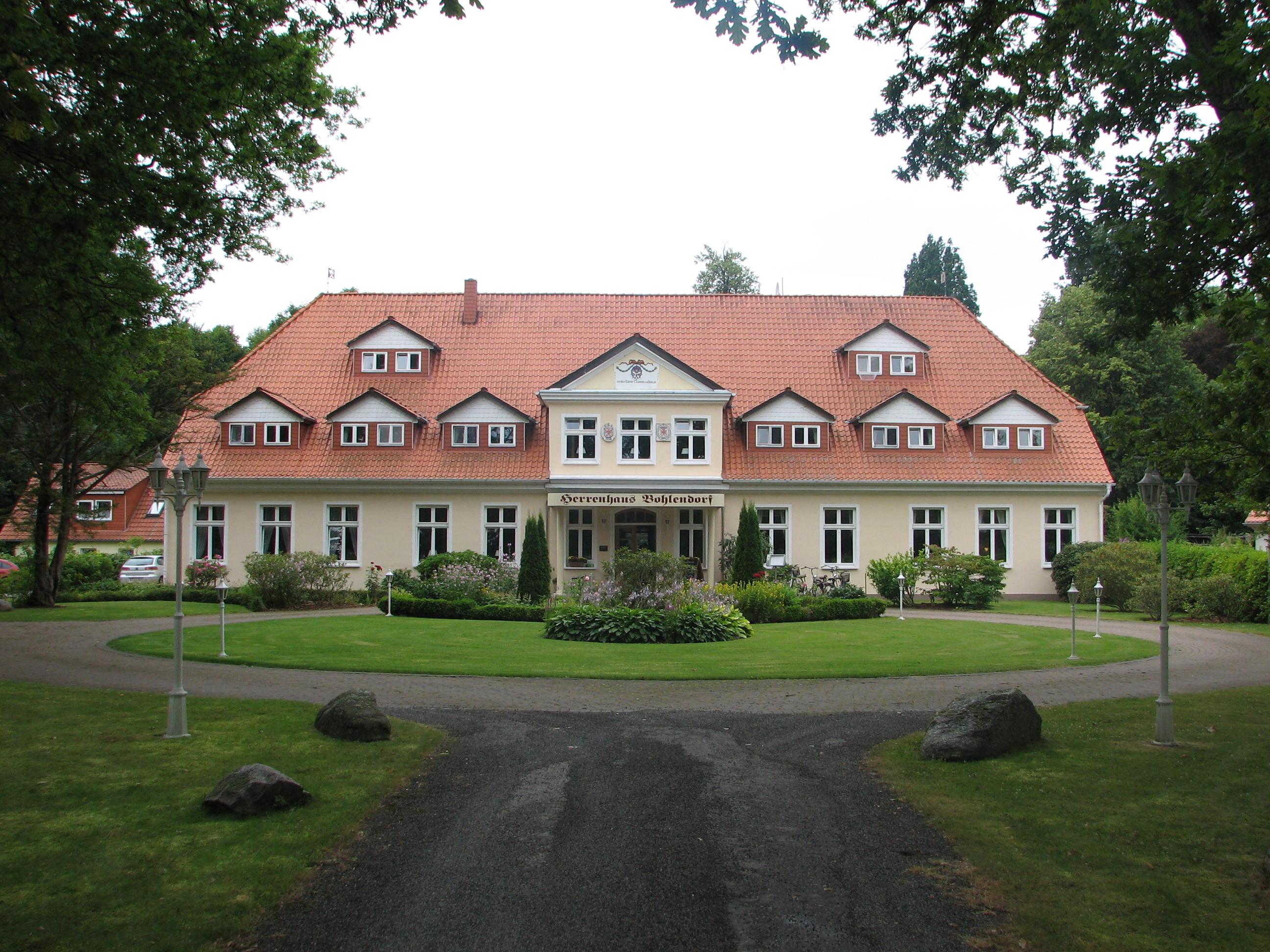
Gutshaus Bohlendorf. Um 2012.

Er erbte einen bedeutenden Grundbesitz, den er noch vermehrte. Von 1851 bis 1866 war er Mitglied des Kommunallandtags von Neuvorpommern und Rügen. 1865 ging der Titel eines Erbkämmerers im Fürstentum Rügen und Lande Barth auf ihn über. 1879 wurde er Mitglied des Preußischen Herrenhauses. Ferner war er Rechtsritter des Johanniterordens.
Bohlen widmete sich der Erforschung der Geschichte Pommerns, insbesondere seiner engeren Heimat Rügen. Gestützt durch seine gute finanzielle Lage baute er sich eine reiche Bibliothek, ein Archiv und eine Sammlung vorgeschichtlicher und mittelalterlicher Altertümer auf. Er veröffentlichte zahlreiche geschichtliche Quellensammlungen und Abhandlungen, unter anderem 1883 in der Bibliothek des Litterarischen Vereins in Stuttgart das zuvor ungedruckte Hausbuch des pommerschen Annalisten Joachim von Wedel (1552–1609).

## Familie
Er heiratete am 26. September 1846 Anna von Jacob († 23. Mai 1854) Tochter des Regierungsrats Ludwig Adolph von Jacob († 2. August 1851) und Julie Leopoldine von Busse. Das Paar hatte folgende Kinder:
- Stüringk Leopold Julius Ludwig (* 7. Juni 1848), Erbküchenmeister, Fideikommissherr, 1905 Wohnsitz Venedig[2]
- Helene Leopoldine Franziska Adolphine Caroline (* 25. Oktober 1850)
- Werner Heinrich Hilderich Edmund (* 30. Juni 1852)
- Arnold[3] (* 23. Mai 1854; † 10. Juni 1899), Erbküchenmeister, Fideikommissherr, kgl. preuß. Oberleutnant a. D., letzter Freiherr von Bohlen auf Bohlendorf[4]

Seine Cousine Karoline von Bohlen (* 1820; † 1899) war mit dem späteren General Georg Albano von Jacobi verheiratet.

## Schriften (Auswahl)
- Die Kaiserlichen auf Rügen, 1627–30. Stralsund 1846.
- Der Bischofsroggen und die Güter des Bisthums Roeskild, im Besitz der Barnekow und Geschichte dieses Geschlechts. Stralsund 1850. (Digitalisat)
- Der Bischofs-Roggen und die Güter des Bisthums Roeskild auf Rügen in erblichem Besitz der Barnekow, und Umriß der Geschichte dieses adlichen, freiherrl. u. gräfl. Geschlechts. Mit einer Siegeltaf., Löffler in Komm., Stralsund 1850. Digitalisat
- Der große Churfürst und sein Pommern. 1644–46. 1852.
- Der Landfriede Kaiser Carls 4. geschloßen zu Prenzlau am 17. Mai 1374 für die Mark, Pommern und Meklenburg, mit den betreffenden Fürsten. in: Baltische Studien. Band 15 A. F., 1853, S. 137–162. (Digitalisat)
- Geschichte des adlichen, freiherrlichen und gräflichen Geschlechts von Krassow. 2 Bände, F. Schneider in Commission, Berlin 1853.
  - Band 1: Genealogie, Grundbesitz etc. Digitalisat, Band 1
  - Band 2: Urkundenbuch Digitalisat, Band 2
- Georg Behr. Ein pommersches Lebensbild aus der Zeit des dreißigjährigen Krieges. Stralsund 1859. (Digitalisat)
- Urkundenbuch zur Geschichte des Geschlechts Bohlen. Stralsund 1859–1875. Band 2
- Die Erwerbung Pommerns durch die Hohenzollern. Berlin 1865 (Digitalisat)
- mit Ulrich von Behr-Negendank: Die Personalien und Leichen-Processionen der  Herzöge von Pommern und ihrer Angehörigen aus den Jahren 1560 bis 1663. Verlag des Waisenhauses, Halle 1869. (Digitalisat in der Digitalen Bibliothek Mecklenburg-Vorpommern)
- Bericht des M. Johann Rhenan, Pfarrherrn und fürstlichen Saltzgrauen zu Soeden bei Allendorff in Hessen über seine Reisen durch Vor-Pommern und Rügen im J. 1584. in: Pommersches Jahrbuch für Geschichts- und Alterthumsforschung sowie für Statistik und wissenschaftliche Besprechung der socialen Fragen, II. Jahrgang 1868, Stralsund 1869, S. 57–73. (Digitalisat)
- Nachrichten über das Vorkommen und die Verbreitung des Luchses (F. lynx.) und des Wolfes (C. lupus.) im ehemaligen Schwedischen Antheil von Pommern im 17. und 18. Jahrhundert. in: Mittheilungen aus dem naturwissenschaftlichen Vereine von Neu-Vorpommern und Rügen. Fünfter und Sechster Jahrgang, Berlin 1873 u. 74, S. 1–20.  (Digitalisat)
- Das Hausbuch des Joachim v. Wedel. Bibliothek des Litterarischen Vereins in Stuttgart, Band 161. Tübingen 1883. (Digitalisat)

## Bohlensche Sammlung
Nach Bohlens Tod kaufte das Staatsarchiv Stettin 1883, 1887 und 1890 jeweils Teile seiner archivalischen Sammlung an. 1899 kam seine Kartensammlung von der Gesellschaft für pommersche Geschichte und Altertumskunde an das Staatsarchiv Stettin. 1937 wurden im Staatsarchiv ein Repertorium und ein Personen- und Sachverzeichnis der Sammlung angefertigt. Große Teile der Sammlung, insbesondere Akten aus den Registraturen der beiden herzoglichen Archive des 16. und 17. Jahrhunderts (Rep. 4 und Rep. 5), waren zuvor wieder diesen ebenfalls in Stettin, heute teils in Stettin und teils in Greifswald, lagernden Beständen zugeordnet worden. Zu erkennen sind sie an dem Kürzel „BB“ auf dem Aktendeckel.
Der größte Teil der Sammlung gehört zu den Kriegsverlusten des Zweiten Weltkriegs. Der verbleibende Teil, etwa 10 % des Bestands, ist seit 1945 im Archiwum Państwowe w Szczecinie, der Nachfolgeeinrichtung des Staatsarchivs Stettin, untergebracht.